# Kloster Nowy Sącz

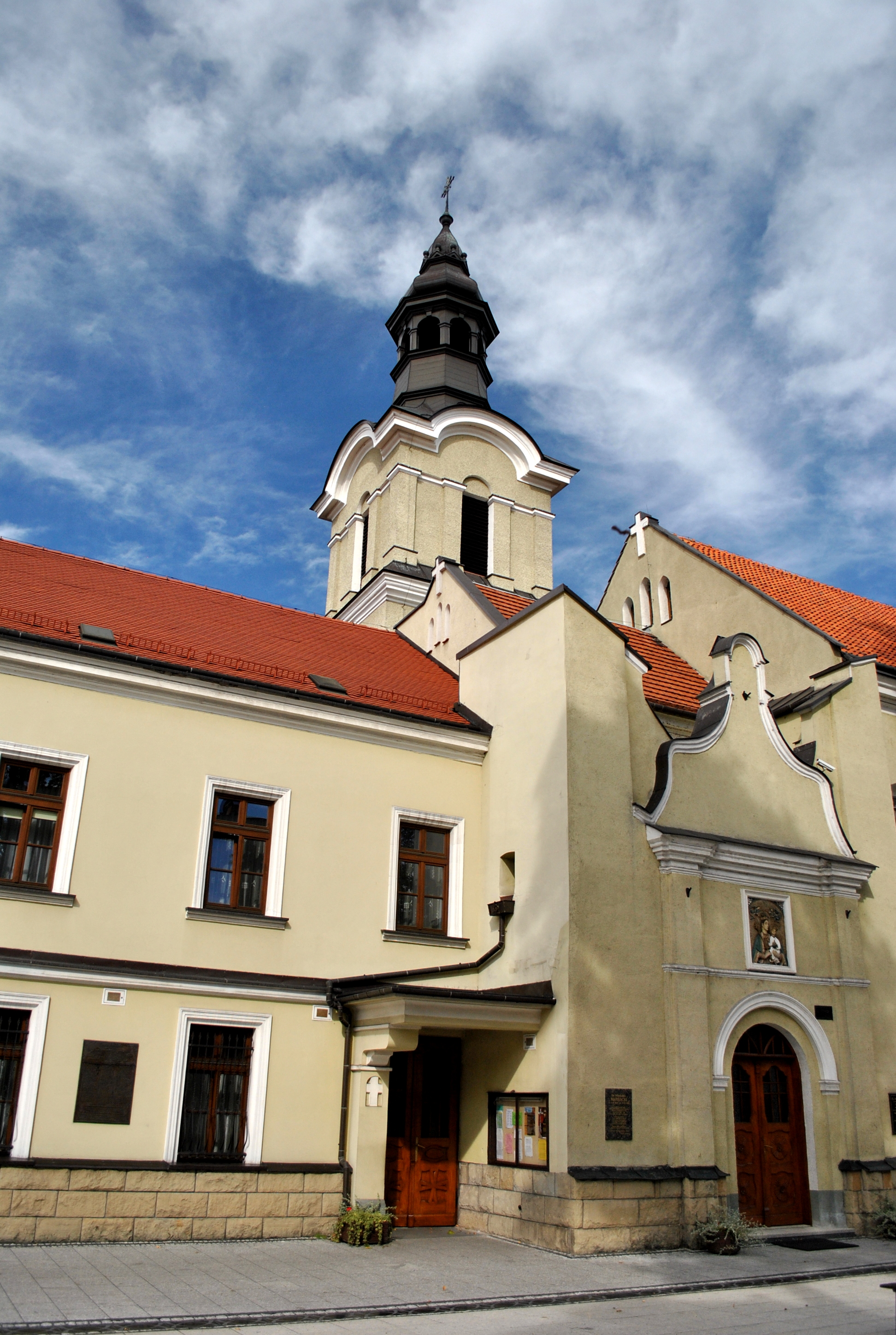
Klostergebäude mit Turm der Heilig-Geist-Kirche

Das Kloster Nowy Sącz ist seit 1831 eine Niederlassung der Jesuiten in Nowy Sącz in der Woiwodschaft Kleinpolen. Von 1410 bis 1784 befand sich dort ein Prämonstratenserkloster.

## Geschichte

### Prämonstratenserkloster
1410 gründete König Władysław Jagiełło von Polen das Kloster für Prämonstratenser in dem dortigen Heilig-Geist-Spital. Die Mönche kamen aus dem Kloster Brzesko. 1412 verlieh er sechs Dörfern des Klosters das Magdeburger Stadtrecht.
1610 zerstörte ein Feuer die Kirche und Teile des Klosters. 1784 wurde es im Zuge der Josephinischen Reformen nach der Übernahme des Gebietes durch die Habsburgermonarchie aufgelöst.

### Jesuitenkloster
1831 wurde das verfallene Kloster dem Jesuitenorden übergeben. 1894 brannte die Kirche wieder teilweise nieder.